# Anderson de Oliveira Gomes
Anderson de Oliveira Gomes meglio noto come Dedé o, in Europa, anche Dedé Anderson (Vitória, 26 maggio 1980) è un ex calciatore brasiliano, di ruolo attaccante.

## Carriera

### Club
Dedé iniziò a giocare a calcio nel Vasco da Gama, nel Brasileiro. Successivamente, militò nel Bahia e ancora nel Vasco da Gama. Il calciatore si trasferì poi in Europa, per giocare nei bulgari del Litex Loveč.
Nel 2003, passò agli svedesi dell'Hammarby. Debuttò nella Allsvenskan il 19 maggio, quando sostituì Pablo Piñones-Arce nel pareggio per 1-1 contro il Göteborg. Il 27 maggio segnò la prima rete, nella vittoria per 2-1 sull'Enköping. Passò poi al Kalmar, per cui esordì il 4 aprile 2004, nel pareggio a reti involate contro il Göteborg. Il 24 aprile segnò la prima rete, nella vittoria per 2-1 sull'Örebro.
Nel 2006 si accordò con i norvegesi dell'Aalesund. Giocò il primo incontro in Adeccoligaen il 23 aprile, andando subito a segno nel 2-0 inflitto al Sogndal. Nella prima stagione, giocò 22 partite e segnò 14 reti, contribuendo così alla promozione della sua squadra.
A fine stagione tornò in Brasile per le vacanze, ma a gennaio 2007 non si presentò alla ripresa degli allenamenti, venendo così sospeso dall'Aalesund. Successivamente, si accordò per un congedo non pagato della durata di un anno, con Dedé che avrebbe dovuto ricominciare ad allenarsi il 3 gennaio 2008. Anche stavolta, però, il calciatore non si presentò.
Tornò in squadra soltanto un anno dopo, determinato a giocare l'ultima stagione prevista dal suo contratto con la squadra norvegese. L'allenatore Kjetil Rekdal, però, non lo ritenne pronto per giocare ad alti livelli. Dopo due mesi di allenamento, in cui fu tormentato da alcuni infortuni, il club decise di rescindere il contratto con il brasiliano.
Svincolato, rimase lontano dal calcio. Agli inizi del 2013, manifestò la volontà di tornare a praticare questo sport a livello professionistico.